# Eugenia de Montijo (stacja metra)
Eugenia de Montijo – stacja metra w Madrycie, na linii 5. Znajduje się pomiędzy dzielnicami Carabanchel i Latina, w Madrycie i zlokalizowana jest pomiędzy stacjami Carabanchel i Aluche. Została otwarta 27 października 1999.